# Horná Poruba
Horná Poruba je naseljeno mjesto u okrugu Ilava u  Trenčínskom kraju u Slovačkoj.

## Stanovništvo
| Godina:     | 1993. | 2003.   | 2013. | 2023.   |
| ----------- | ----- | ------- | ----- | ------- |
| Broj ljudi: | 1105  | 1100    | 1078  | 1110    |
| Razlika:    |       | -0,45 % | -2 %  | +2,96 % |

| Godina:     | 2022. | 2023.   |
| ----------- | ----- | ------- |
| Broj ljudi: | 1109  | 1110    |
| Razlika:    |       | +0,09 % |

Prema podacima o broju stanovnika iz 2023. godine naselje je imalo 1110 stanovnika.

## Vanjske poveznice
|  | Zajednički poslužitelj ima još gradiva o temi Horná Poruba |

- Službena stranica naselja (sl.)